# أحمد الشرعي
أحمد الشرعي رجل أعمال ومدير نشر وممارس ضغط مغربي. هو مالك مجموعة «كلوبال ميديا» (Global Media) وهي قابضة مغربية مساهمة في مجموعة من المؤسسات الإعلامية في المغرب من أهمها إذاعة ميد راديو، موقع كيفاش. هو أيضا مدير نشر مجموعة من المنابر الإعلامية كجريدة الأحداث المغربية. وهو مستشار معهد أُرُوشَلِيم للإستراتيجية والأمن، وهي خلية بحث إسرائيلية تُعنَى بالأمن القومي الإسرائيلي.
ينشط الشرعي بشكل مهم أيضا في مجال ممارسة الضغط (اللوبيينغ) وفي مراكز إعلامية ومراكز تفكير دولية خصوصا في الولايات المتحدة واشتهر بخرجاته الإعلامية عبر مقالاته في جرائد عالمية واسعة الانتشار أمريكية، كوول ستريت جورنال ونيويورك تايمز ومنابر فرنسية وإسرائيلية.
يعتبره الكثير من الملاحظين بأنه مقرب من الدوائر الرسمية المغربية، وخصوصا جهاز المخابرات الخارجية (لادجيد)، وبأن يقوم بأدوار وظيفية وعملياتية تتمثل في التأثير على المشهد الإعلامي والرأي العام المغربيين وتوجيههما عبر الأذرع الإعلامية لمجموعته كما أن نشاطه على مستوى شبكات ممارسة الضغط ومراكز التفكير الدولية يكون، حسب منتقديه، بغرض تبييض صورة الدولة وتسويق أطروحاتها حول القضايا الخلافية (مثلا: قضية الصحراء المغربية، القضايا ذات شبهة الانتهاك الحقوقي في المغرب، التطبيع مع إسرائيل).
بالمقابل يرى البعض بأن نشاطه في ممارسة الضغط ذو طابع وطني عبر فتح قنوات ديبلوماسية لفائدة قضايا المغرب.

## نشاطه

### المجموعة الإعلامية
أحمد الشرعي هو الرئيس المدير العام لمجموعة «غلوبال ميديا» المساهم الرئيسي في المنابر الإعلامية التالية:
- ملاحظ المغرب وإفريقيا - أسبوعية بالفرنسية[13]
- بوفوار دافريك - أسبوعية بالفرنسية
- كيفاش.كوم - موقع إخباري
- للا مولاتي - موقع نسائي
- ميد راديو - إذاعة
- الأحداث المغربية - جريدة يومية بالعربية

### مراكز التفكير وممارسة الضغط
أحمد الشرعي أيضا عضو نشيط في مجموعة من المراكزالدولية، خصوصا بالولايات المتحدة:
- معهد دراسة السياسة الخارجية
- مركز الدراسات الإستراتيجية والدولية
- المجلس الأطلسي للولايات المتحدة
- ناشيونال إنترست
- معا من أجل مستقبل إفريقيا الديمقراطي

## قضية تسريبات كريس كولمان
في 2014، تردد اسم أحمد الشرعي بقوة في التسريبات التي نشرها حساب مجهول «كريس كولمان» في تويتر. نشر الحساب مجموعة من المراسلات الداخلية للديبلوماسية المغربية قدمت قرائن على أنشطة الشرعي في تشكيل شبكات ولاءات بين الصحفيين داخل المغرب وخارجه.